# Sibolga Ilir
Sibolga Ilir is een bestuurslaag in het regentschap Sibolga van de provincie Noord-Sumatra, Indonesië. Sibolga Ilir telt 6123 inwoners (volkstelling 2010).